# Agostino Doria
Il Serenissimo Agostino Doria (Genova, 1540 – Genova, 1º dicembre 1607) fu l'83º doge della Repubblica di Genova.

## Biografia

### Prima del dogato

Stemma nobiliare dei Doria

Figlio di Giacomo Doria e Bettina De Franchi, nacque a Genova nel 1540. La famiglia - facoltosa, ricca e discendente dall'ammiraglio Lamba Doria - era composta da tre figli maschi (tra questi Nicolò Doria che fu doge di Genova nel biennio 1579-1581) e cinque sorelle. Fu il terzo esponente della famiglia a ricoprire la massima carica dogale dopo il fratello maggiore e lo zio Giovanni Battista Doria nel biennio 1537-1539.
Già impegnato nella vita politica genovese, nella guerra civile del 1575 che sconvolse la nobiltà della capitale repubblicana si schierò per la fazione "nuova" (analoga scelta venne compiuta dal fratello Nicolò) e già nel 1576 fu iscritto tra i 400 membri del Maggior Consiglio e tra i 1000 esponenti del Minor Consiglio della Repubblica. Con un patrimonio certificato di 73.750 scudi risultò in quel periodo il terzo nobile più ricco dello Stato, preceduto dal fratello Nicolò (162.500 scudi) e dal primatista Gianandrea Doria (200.000 scudi).
Nel 1578 fu tra i Padri del Comune di Genova, nel magistrato dei Cambi nel 1580 ed eletto nell'Ufficio dell'Abbondanza l'anno successivo. Nel 1582 fu incaricato, assieme ad altre personalità, ad una riforma del magistrato dei Fallimenti (detta "dei Rotti"), modifiche che verranno attuate solamente nel 1622. Nello stesso anno venne nominato senatore della Repubblica ed è in questo periodo che assunse la direzione di alcuni lavori cittadini quali l'erezione della nuova chiesa di San Pietro in Banchi e la conseguente sistemazione (parziale) della piazza e della via di Soziglia. Negli anni a seguire ricoprì ancora cariche istituzionali nel magistrato di Terraferma - nel 1585 assieme al futuro doge Antonio Grimaldi Cebà - nel magistrato degli Straordinari e ancora in quello dei Cambi.
Per le sue qualità nel campo politico e di rigore già nel 1597 fu tra i candidati a presiedere la massima carica dello stato - con il sostegno di Gianandrea Doria - elezione che portò però alla nomina di Lazzaro Grimaldi Cebà, sostenuto dal marchese Ambrogio Spinola. Suo malgrado, Agostino Doria si ritrovò infatti "blindato" nel "gioco di potere" e di "ambizione personale" che si creò in sede istituzionale tra il principe Doria e il marchese Spinola, entrambi facoltosi e potenti nei vari campi economici e legami politici della Genova repubblicana. Alla mancata nomina a doge si sommò l'espulsione dal Minor Consiglio a cui seguì da parte della fazione nuova, stessa area politica dei due Doria, all'elezione dell'ex doge Davide Vaccari che prese il suo posto in consiglio.

### La nomina dogale

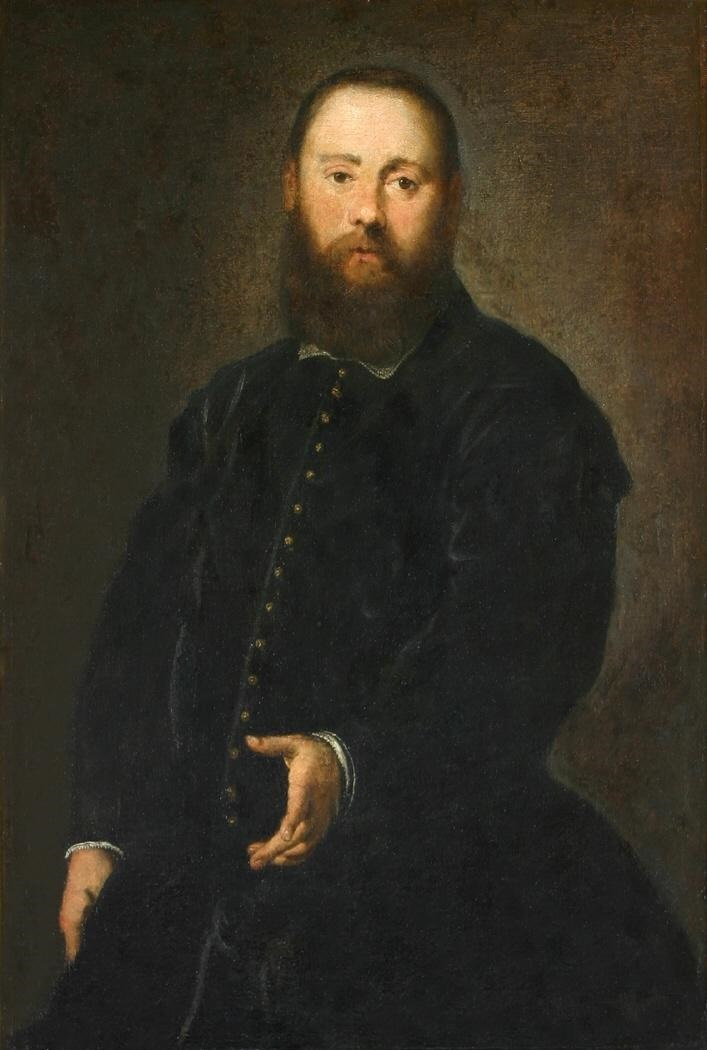
Probabile ritratto di Agostino Doria ad opera del Tintoretto

Nonostante i contrasti tra le due fazioni "vecchia" e "nuova" (a sua volta divisa internamente), fu riproposta la candidatura di Agostino Doria che riuscì, con 245 voti a favore, ad ambire alla massima carica dogale il 24 febbraio del 1601: la trentottesima in successione biennale e l'ottantatreesima nella storia repubblicana.
Il suo dogato fu contraddistinto da interne divisioni della sua stessa fazione per i legami economici-politici con la Spagna dopo la morte di Filippo II, nonché per l'accrescere di nuovi contrasti tra la nobiltà e la popolazione. Scalpore fece l'omicidio dell'ex doge e procuratore perpetuo Lorenzo Sauli da parte di un certo Genesio Gropallo - figlio di un tessitore di lana - che venne decapitato assieme al cugino Gio Girolamo Rosso ritenuto suo complice o ancora una tentata congiura filo francese del medico Giovan Giorgio Levratto, anch'esso decapitato pubblicamente pur nell'assenza di prove consistenti a suo carico.
Anche per contrastare queste nuove emergenze di sicurezza, del banditismo e della criminalità in generale, nel 1601 si istituirono i capitaneati (e relativi capitani) in quei centri già sede di podesteria e nel 1602 una nuova commissione (presieduta dallo stesso doge Doria) per studiare mezzi più efficaci contro la malavita. Si propose la costruzione di nuove postazioni difensive sul territorio, più operazioni sul campo e, tra le altre novità in tema, pure l'istituzione di un magistrato-tribunale del commercio marittimo (magistrato dei Conservatori del Mare). Tra le visite ufficiali durante il suo mandato viene menzionata negli annali l'accoglienza presso palazzo Ducale dell'ambasciatore di Persia, trasportato su una portantina da quattro uomini vestiti con panni d'oro e ornati da monili, pietre preziose e scimitarre.
Terminato il mandato - il 25 febbraio del 1603 - fu nominato procuratore perpetuo. Fu anche tra i protettori dell'ospedale di Pammatone e, nel 1607, del Santo Offizio. Morì nel capoluogo ligure il 1º dicembre dello stesso anno trovando sepoltura all'interno della locale chiesa di San Matteo. Dal matrimonio con Eliana Spinola nacquero sei figli.